# 唐景崧

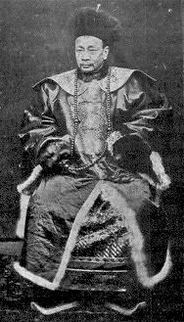
唐景崧

唐 景崧（とう けいすう、1841年 - 1903年）は、清末の官僚。字は維卿。広西省桂林府灌陽県の出身。父は唐懋功。弟は唐景崇・唐景崶。子は唐運溥・唐運涵・唐運深・唐運沢。最後の台湾巡撫であり、最初の台湾民主国総統でもある。
同治4年（1865年）に進士に及第し官僚の道を進む。光緒8年（1882年）、フランスとベトナムの武力衝突が発生し、ベトナムが河内、南定などを失陥すると、唐景崧はベトナムに向かい劉永福の黒旗軍を組織しハノイに進撃し、フランス軍を大いに破った。光緒9年（1883年）に四品に任じられ、光緒10年（1884年）の清仏戦争（中法戦争）では景字軍を率いて軍功があったことで二品に昇進している。
光緒17年（1891年）に台湾布政使に任じられ、光緒20年（1894年）には邵友濂の後任として台湾巡撫に任じられた。光緒21年（1895年）4月17日、下関条約の結果台湾が日本に割譲されることが決定されると、割譲反対の運動が台湾内部に発生した。この運動に賛同した唐景崧は張之洞と相談の末同年5月23日に「台湾民主国自主宣言」を発表し、25日には台湾民主国を成立させ、総統に就任した。しかし翌26日国会議長の林維源が廈門に逃亡するなど政府内部での意見の統一がとれず、6月2日に権限委譲がなされると政府内は動揺、3日には基隆が日本軍に占拠されたため、4日、唐景崧は老婆に紛して公金を携帯して滬尾（現在の淡水区）に逃亡、さらにドイツ商船のアーター号（Arthur）に乗船して淡水での混乱により予定より1日遅れて廈門へ逃れ、光緒29年（1903年）、広西にて没した。
次の総統は劉永福が就任したが、日本軍の進軍を支えきれず本国へ戻り、台湾は日本軍に平定された（乙未戦争）。
孫娘の唐篔は歴史学者陳寅恪の妻で三女の母である。